# J-14
La J-14, también conocida como Carretera de Granada, era la nomenclatura de una carretera multicarril urbana de acceso este a la ciudad de Jaén de 4 km de longitud. Conecta con la Autovía de Sierra Nevada-Costa Tropical y con la N-323A en su extremo este y así como también con la Variante sur y la futura Ronda este en la glorieta próxima al Estadio de la Victoria. Actualmente es una ronda urbana llamada solamente Carretera de Granada.

## Importancia
Absorbe diariamente gran cantidad del tráfico procedente de las nuevas poblaciones del área metropolitana así como las numerosas urbanizaciones colindantes.
También cabe destacar la importancia de esta vía en tanto que en ella se encuentran numerosos equipamientos sociales de importancia como el nuevo estadio municipal de fútbol, las instalaciones de Ifeja, el nuevo recinto ferial o las instalaciones provinciales de Canal Sur.